# MACV-SOG
Il MACV-SOG (Military Assistance Command, Vietnam – Studies and Observations Group) era costituito da unità militari speciali che compirono una serie di operazioni clandestine, altamente classificate e non convenzionali, nella guerra del Vietnam.
Il SOG operava in un raggio d'azione molto ampio, che comprendeva vaste aree del Vietnam del Sud, del Vietnam del Nord, del Laos e della Cambogia.
Il Laos e la Cambogia erano nazioni dove le forze armate statunitensi ufficialmente non potevano operare, e per questo motivo i reparti e gli operatori del SOG, nelle loro missioni fuori Vietnam, dovevano operare in condizioni di clandestinità assoluta.
Questa unità militare, data la difficoltà e la delicatezza delle operazioni, era composta prevalentemente da componenti delle Forze speciali dell'esercito conosciute anche come "berretti verdi", dai Navy SEALs, e dalle Forze da ricognizione dei marines statunitensi

## Fondazione
Il SOG fu creato il 24 gennaio 1964 dal  Joint Chiefs of Staff (lo stato maggiore delle forze armate statunitensi) come unità subordinata al Military Assistance Command, Vietnam (MACV), e restò in attività fino al primo maggio 1972; al suo comando vi erano due veterani della seconda guerra mondiale.
Agli inizi della guerra in Vietnam il gruppo fu inviato con la motivazione "ufficiale" di vaccinare le popolazioni locali, in realtà la loro opera era quella di addestrare la popolazione amica, in particolare i c.d. montagnard contro l'assalto dei gruppi vietcong.
L'acronimo "SOG" prende diversi significati dipendentemente dal periodo in cui il gruppo opera:
- inizio guerra in Vietnam: Studies and Observations Group (gruppo di studio ed osservazione);
- seconda metà guerra in Vietnam: Search Objective Group (gruppo di ricerca degli obiettivi);
- verso la fine del conflitto: Special Operation Group (gruppo per operazioni speciali).

## Operazioni
Le operazioni compiute dagli operatori SOG erano molto particolari; le principali consistevano in:
- pattugliamenti, ricognizioni speciali ed operazioni di interdizione a lungo raggio in vaste aree con elevata presenza di unità Vietcong;
- sabotaggi e disturbo nelle operazioni logistiche e di rifornimento della controparte (molto frequenti erano le imboscate lungo la pista di Ho Chi Minh);
- operazioni di Combat Search and Rescue (CSAR) di piloti abbattuti in aree ostili;
- raid ed azioni dirette (D.A.) di vario genere;
- intercettazioni radiofoniche;
- guerra psicologica e raccolta generica di informazioni;
- assassinio di personalità importanti.

Dato il rischio particolarmente elevato delle missioni assegnate al SOG (svolte spesso in paesi non ufficialmente in guerra), tutti gli appartenenti alle squadre SOG erano considerati "forze non riconosciute" (ancora adesso molte delle operazioni compiute dai SOG rimangono classificate); se fossero stati quindi catturati, i comandi militari statunitensi avrebbero potuto negare il coinvolgimento nelle missioni, e di essere a conoscenza dell'esistenza dei soldati.
12 team del SOG furono dichiarati MIA (Missing in Action).

## Cambogia
La Cambogia durante il periodo della guerra del Vietnam era impegnata in una guerra civile (la guerra civile cambogiana), che durò dal 1960 fino al 1975; nel conflitto erano contrapposti il "Partito Comunista di Kampuchea" (i Khmer rossi) appoggiati dai Vietcong, e le forze del Governo cambogiane, alleate con gli Stati Uniti. Grazie al supporto del governo comunista di Cambogia, i Vietcong potevano compiere il tragitto dal Vietnam del Nord a quello del Sud passando dal territorio cambogiano, rimanendo quasi indisturbati.
I Vietcong iniziarono a costruire basi aeree, stazioni radio e depositi di rifornimento molto vicino ai loro obiettivi; per facilitare le operazioni clandestine di interdizione di merito le alte gerarchie militari statunitensi supportarono la nascita del SOG, anche con l'approvazione diretta della Casa Bianca.

## L'operatività dei SOG
I SOG si dimostrarono estremamente efficaci nelle loro operazioni, inducendo l'NVA a creare unità operative specializzate nella contro-interdizione.
Nel SOG era inquadrato anche personale indigeno vietnamita (sia dal Sud del Vietnam ma anche cattolici provenienti dal Nord del paese in seguito alle epurazioni), addestrati e impiegati secondo i rigidi standard dell'unità.
Essendo numericamente ridotto ed impegnato in attività di rilevanza strategica, il SOG disponeva di una certa indipendenza funzionale in termini di risorse ed equipaggiamenti bellici, molti dei quali venivano adattati, personalizzati e sperimentati autonomamente.
In media si ipotizza che per ogni operatore SOG morto siano deceduti cento soldati nord vietnamiti.
Ancora oggi il SOG è l'unità militare statunitense più decorato di sempre, con oltre duemila riconoscimenti singoli.
Diverse erano le modalità di attacco e ricognizione effettuate dai SOG. Spesso durante gli spostamenti nella giungla indossavano uniformi e armi proprie del esercito del Vietnam del Nord in modo tale che, qualora si incontrasse una vera pattuglia ostile in ricognizione, il nemico fosse convinto di vedere una pattuglia amica, consentendo alla squadra di ricognizione (Spike Team e successivamente rinominati Recon Team) di guadagnare secondi preziosi e generare confusione nella formazione nemica. Normalmente, sia per le ricognizioni che per operazioni dirette ad obiettivi militari, le pattuglie SOG, composte da un minimo di 4 operatori ad un massimo di 8 o 9 operatori (di cui 2/3 americani e i restanti componenti personale indigeno mercenario).

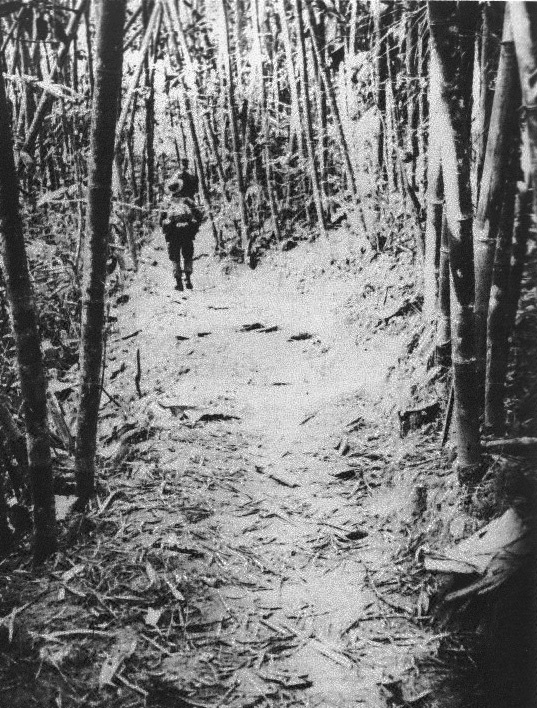
Truppe NVA in marcia lungo il tratto laotiano del sentiero di Ho Chi Minh, fotografate da una pattuglia di ricognizione SOG.

## Addestramento
L'addestramento operativo degli operatori SOG sviluppava quello delle Special Forces, integrandolo con aspetti avanzati di pianificazione operativa, "jungle warfare", ricognizione speciale, specifiche tecniche di infiltrazione ed esfiltrazione clandestina e tecniche di corpo a corpo utilizzate dai paramilitari della CIA. Alcuni operatori SOG si addestrarono e facilitarono lo sviluppo operativo delle prime tecniche di paracadutismo militare in caduta libera (HALO), per la conduzione di infiltrazioni speciali.  Questa prerogativa di utilizzo invece era destinata ai SOG e ad altre special forces che avendo tattiche particolari, non correvano mai il rischio di cadere neanche sotto il fuoco amico

### Stemmi e simboli
Lo stemma del SOG non è uno stemma ufficiale, ed è stato disegnato da un soldato ignoto. È formato da un'ancora, simbolo dell'appoggio della marina militare; dalle ali, simbolo dell'appoggio dell'aeronautica e da un teschio.
La mimetica usata dai SOG era la tiger stripes (strisce di tigre), per il disegno particolare e per il grado di mimetizzazione che offriva nelle zone tropicali. La tiger stripes fu inventata e collaudata proprio da tale gruppo che, vestendo la classica divisa americana in colorazione verde O.D, scoprì che l'aggiunta di strisce nere fatte artigianalmente con vernice spray aumentava la mimetizzazione. Comunicando questa scoperta al MACV, si iniziarono subito gli studi per realizzare una tenuta mimetica che utilizzasse tali strisce. Le tiger utilizzate erano diverse come tonalità, dalla più scura con presenza vistosa di colore marrone per i periodi delle piogge, a quella primaverile con toni verdi più accesi e sfumature bianche, alla tac tiger per operazioni notturne con colorazioni comprese tra la scala del nero e del blu.

## Il SOG e i videogames
La figura dei SOG non ha attratto granché il mondo dei videogiochi, e tanto meno quello dei film. Gli unici videogiochi che hanno come soggetto i Black Ops sono:
1. Elite Warriors-Vietnam, un gioco in soggettiva dove si comanda una squadra di quattro operatori SOG;
2. In Battlefield Vietnam, nella missione Ho Chi Minh Trail si può scegliere di impersonare dei militari NVA o dei SOG;
3. In "Call of Duty: Black Ops" si impersona un esperto black ops dei SOG.
4. In "Call of Duty: Black Ops 2" ci saranno rimandi a operazioni dei SOG degli ultimi anni '70 e inizio anni '80, come nel primo capitolo della saga.
5. In “Call of Duty: Black Ops Cold War” si potranno comandare due membri della squadra SOG, Alex Mason, da Call of Duty: Black Ops, e “Bell”, un nuovo personaggio misterioso.